# Eilicrinia ophthalmicata
Eilicrinia ophthalmicata är en fjärilsart som beskrevs av Eugen Wehrli 1927. Eilicrinia ophthalmicata ingår i släktet Eilicrinia och familjen mätare. Inga underarter finns listade i Catalogue of Life.